# Le Nouvelliste (Haiti)

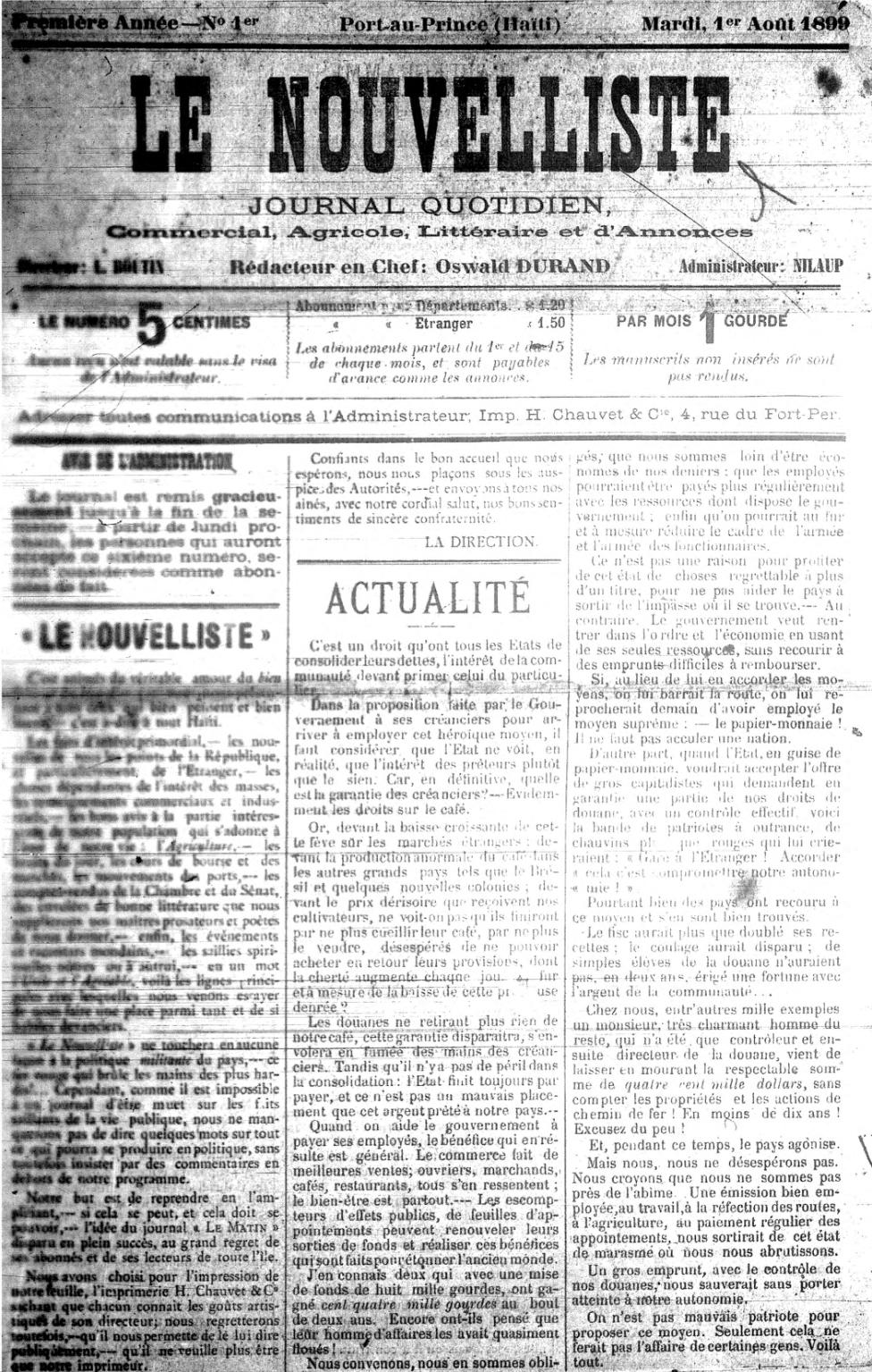
Le Nouvelliste (Haiti), Titelblatt der ersten Ausgabe vom 1. August 1899

Le Nouvelliste  ist eine französischsprachige Tageszeitung, die in Haiti gedruckt und im ganzen Land vertrieben wird, insbesondere in der Hauptstadt und den größeren Städten. Von ihrem Chefredakteur Frantz Duval wird ihre politische Orientierung der rechten Mitte zugeordnet.
Sie ist die größte und älteste Zeitung von Haiti und auch die älteste französischsprachige Zeitung des amerikanischen Kontinents. Gleichzeitig ist es die einzige Tageszeitung, die derzeit in Haiti gedruckt wird, weil der Druck ihres Konkurrenten Le Matin in der Dominikanischen Republik erfolgt.

## Geschichte
Die Zeitung wurde am 2. Mai 1898 von Guillaume Chéraquit unter dem Namen Le Matin gegründet und 15 Monate später in Le Nouvelliste umbenannt. Mit dem Druck beauftragte Chéraquit seinen Freund Henri Chauvet, der 1899 zudem Chefredakteur wurde. 1909 kaufte Henri Chauvet den Nouvelliste. Dessen Sohn Ernest Georges Chauvet prägte die Zeitung als Verleger und Chefredakteur von 1919 bis zu seiner Ernennung zum haitianischen Botschafter in London im Jahre 1937. Ernest Georges Chauvet begründete den in Haiti legendären Ruf des Nouvelliste. Ihm folgten als Verleger sein Sohn Max Chauvet sen., dessen Witwe Jeanine Théard Chauvet und sein Enkel Max E. Chauvet (Max Chauvet jun.).
Beim Erdbeben in Haiti im Januar 2010 erlitten die Gebäude von Le Nouvelliste schwere Schäden, und die Zeitung verbreitete die Informationen ausschließlich über ihre Internetseite, da aufgrund der Schäden der Druck der Ausgaben nicht mehr möglich war. Am 6. April 2010 konnte die Herausgabe der gedruckten Ausgabe wieder aufgenommen werden. Der Sitz wurde vom Stadtzentrum der Hauptstadt nach Pétionville verlegt, und die ursprüngliche Anzahl von 24 Redakteuren wurde auf die Hälfte reduziert.
Vor dem Erdbeben betrug die Auflage 15.000 Exemplare. Beim Erdbeben kamen viele Leser (und einige Autoren) des Nouvelliste zu Tode. Die Zeitung konnte nach dem Wiedererscheinen im April 2010 nicht an die Vorerdbebenauflagen anknüpfen. Im Jahre 2011 lag die Auflage bei 9.000 Exemplaren.
Im Rahmen der Krise in Haiti wurden Ende April 2024 die Redaktionsräume, die wieder im Stadtzentrum in der Rue du Centre untergebracht waren, von Unbekannten verwüstet. Auf unbestimmte Zeit war der Druck der Zeitung nicht mehr möglich. Die Redaktion beschränkte sich auf die online-Ausgabe im Internet.

## Beilagen
- Tout Terrain (Sport)
- Le P’tit Nouvelliste (Kinderbeilage)
- Ticket Magazine (Prominenz aus Musik, Film und Sport)